# Asbach
Asbach es un municipio situado en el distrito de Birkenfeld, en el Estado federado de Renania-Palatinado (Alemania). Tiene una población estimada, a finales de 2020, de 142 habitantes.
Está ubicado en el centro-oeste del Estado, a poca distancia de la frontera con el Estado de Sarre y de la orilla del río Nahe, un afluente del Rin por la izquierda.